# Matthew Hayes
Matthew Hayes (conocido como Matt Hayes; Sídney, 6 de febrero de 1964) es un deportista australiano que compitió en vela en la clase Soling. Ganó una medalla de bronce en el Campeonato Mundial de Soling de 1995.

## Palmarés internacional
| \| Campeonato Mundial \| Campeonato Mundial \| Campeonato Mundial \| Campeonato Mundial \| \| Año \| Lugar \| Medalla \| Clase \| \| ------------------ \| ------------------ \| ------------------ \| ------------------ \| \| 1995 \| Kingston (Canadá) \| Medalla de bronce \| Soling \| |                   |                   |        |
| Campeonato Mundial |                   |                   |        |
| Año | Lugar             | Medalla           | Clase  |
| 1995 | Kingston (Canadá) | Medalla de bronce | Soling |